# Janusz Muszyński (dyrygent)
Janusz Muszyński (ur. 21 października 1947 w Koźlu zm. 17 listopada 2013 w Tychach) – polski dyrygent, śpiewak, animator życia muzycznego, autor opracowań chóralnych i instrumentalnych oraz muzyki do spektakli teatralnych, publicysta, pedagog.
Muszyński jest wychowankiem Krzysztofa Missony (dyrygentura w dawnej PWSM w Krakowie), oraz Marii Vardi (śpiew) i Włodzimierza Ormickiego (zespoły wokalne, w PWSM w Katowicach).
Pracował z amatorskimi zespołami działającymi głównie przy parafiach archidiecezji katowickiej. W roku 1977 utworzył Pro Arte Ecclesiastica – wtedy pod nazwą Akademicki Kameralny Zespół Chóralny. W latach 1979–1989 pełnił funkcję kierownika muzycznego na Jasnej Górze, gdzie między innymi reaktywował Kapelę Jasnogórską. W pracy dyrygenckiej współpracował z: Orkiestrą Filharmonii Śląskiej, Orkiestrą Filharmonii Zabrzańskiej, Orkiestra Filharmonii Częstochowskiej, Bielska Orkiestrą Kameralną, Śląską Orkiestrą Kameralną, Orkiestrą Kameralną z Instytutu im. Łysenki we Lwowie.
Jest autorem opracowań na chór i często na orkiestrę wielu pieśni kościelnych na każdy okres roku liturgicznego, oraz wielogłosowych psalmów responsoryjnych. Jako animator życia muzycznego, był realizatorem i wielokrotnie współtwórcą cyklicznych przedsięwzięć muzycznych takich jak: Tyskie Wieczory Kolędowe, Mikołowskie Dni Muzyki, Doraźna Scena Operowa, Regionalne Przeglądy Pieśni Wielkopostnych i Wielkanocnych w Bieruniu, Powiatowe Prezentacje Chórów Kameralnych „Nieszpory Maryjne” w Pszczynie i Kobiórze.
Od roku 1992 był dyrektorem artystycznym Tyskich Wieczorów Kolędowych.